# Dara Howell
Dara Howell (Huntsville, Canadà, 23 d'agost de 1994) és una esportista canadenca que competeix en esquí acrobàtic, especialista en Competició de parc (slopestyle).
Va guanyar una medalla de plata en el Campionat Mundial d'Esquí Acrobàtic de 2013. Va participar en els Jocs Olímpics d'Hivern de 2014 obtenint una medalla d'or en la prova de competició de parc la resta de la temporada es va retirar de l'esqui, i no va competir en una Copa del Món fins al febrer de 2016 en la prova per formar part de l'equip olímpic per als Jocs Olímpics d'Hivern de 2018, per a la que es va qualificar i competir, quedant 21ena.